# Palazzo Gaetani (Napoli)
Il Palazzo Gaetani è un edificio d'interesse storico e architettonico di Napoli, ubicato in vico Santo Spirito di Palazzo, nei pressi della celebre Piazza del Plebiscito.
Poco e nulla si sa sulla storia di questo palazzo sorto nel XVI secolo e modificato più volte in epoche successive. Il nome che gli attribuisce lo studioso Italo Ferraro si basa sul Catasto provvisorio del 1815, dove la contessa Gaetani risulta esserne la proprietaria.
Come altri edifici del vico, sorge su un lotto stretto e profondo. La facciata, di quattro piani e con sole tre finestre per livello, presenta alla base un elegante portale in piperno. Oltrepassato quest'ultimo, si hanno in sequenza: l'androne, un primo cortile più piccolo e un sottopasso che mena a un secondo più grande. A destra tra l'androne e il primo cortile è collocata la scala di rappresentanza che, al pari della facciata, è certamente il frutto di un rifacimento subito dal palazzo nella seconda metà del XVIII secolo.
Ai giorni nostri è null'altro che un condominio "storico" ben manutenuto.